# Clostridium thermopalmarium
Il Clostridium thermopalmarium' è una specie di batterio appartenente alla famiglia delle Clostridiaceae.